# Johann Ludolph Schädler
Johann Ludolph Schädler (* 1703 in Hannover; † 25. November 1773 ebenda) war ein deutscher Goldschmied und Hofjuwelier.

## Leben
Johann Ludolph Schädler leistete am 12. März 1734 als gelernter Goldarbeiter den Bürgereid der Stadt Hannover. Gut zwei Jahrzehnte später wurde er zum Vorsteher des Goldschmiedeamtes gewählt.
1755 wurde Schädler laut den Hannoverschen Anzeigen von allerhand Sachen vom 26. Mai des Jahres vom Goldarbeiter „Ihro Königl. Majestät [...] zu Dero“ Kurfürstlich Braunschweig-Lüneburgischer und Königlich Großbritannischer „Hof-Jubelier“ „allergnädigst ernannt.“
Von Schädlers Kindern starben vor ihm drei Söhne in den Jahren 1737, 1746, 1752 und zwei im Jahr 1758, eine Tochter stirbt 1762 im Alter von 23 Lebensjahren. Schädler selbst starb 1773; die Trauerzeremonie fand in der Marktkirche Hannovers statt.